# Ballonfetich
En ballonfetich er en parafili eller en fetich, der omhandler balloner. En ballonfetichist går også under det engelsksprogede navn "looner".

## Psykologi
Som så mange andre parafilier er oprindelsen af ballonfetichismen kompleks og varierer fra person til person. Ballonfetichismen kan forklares som en form for seksuel prægning, hvor for eksempel fetichen kan være opstået ved tidlige seksuelle eller førseksuelle oplevelser med balloner. Ofte indeholder disse oplevelser at balloner bliver sprængt af personer af det køn, personen er tiltrukket af.
Disse oplevelser fører ofte til at personen, der bliver udsat for ballonsprængningen, får en fobi for balloner, som ofte er associeret med angst for pludselige høje lyde på grund af det knald, ballonen gav. Dette er en form for ligyrifobi eller en decideret angst for balloner, en globofobi Psykologer anerkender, at der kan været en dybere sammenhæng mellem en fobi og en fetichisme, men sammenhængen er endnu ikke helt forstået til bunds.
Alt afhængig af omfanget og fremherskelsen af fobien gennem puberteten og senere skabes ballonfetichistens præferencer, og hvilken type ballonfetichist, de bliver.

## Typer
Der findes tre forskellige ballonfetichister, "popperen", "semipopperen" og "nonpopperen", som kunne oversættes til "sprængeren", både-og sprængeren" og ikke-sprængeren.. Forskellen på de tre typer af fetichister er, hvilken form for involvering, de har med balloner under eller før sex.
Sprængeren bliver tændt af at knalde eller sprænge balloner, enten ved at han eller hun selv gør det eller ser andre gøre det.

Ikke-sprængeren kan ikke lide, når der balloner bliver sprængt i deres nærhed og ønsker ikke sprængninger før, under eller efter den seksuelle akt. Deres seksuelle tiltrækning er blandt andet følelsen af ballonen, lugten og andet, og ofte er de angste for selve sprængningen.

Båd-og sprængeren er en blanding af de to ovenstående, hvor det er ofte er humøret, der afgør, hvilken type de er.
De ballonfetichister, der ikke er bange for sprængningen, ønsker ofte ikke at sprænge deres balloner på trods af deres præference. Det skyldes ofte, at de har en følelsesmæssig eller antropomorf tilknytning til deres balloner. Det, der adskiller "sprængeren" og "ikke-sprængeren" er ofte, at sprængningen af en ballon hos den ene type ses som en metafor for orgasme, mens den anden type ser det som død.
For ballonfetichister er adrenalinsuset ofte associeret med den "fare" som sprængningen af ballonen vil producere. Det forklarer også, hvorfor ballonfetichister med en stærk fobi for sprængning kan blive seksuelt opstemt bare på grund af at muligheden for sprængning er til stede. Derfor kan der også tales for, at ballonfetichen er en del af BDSM-spektret af feticher, da der er tale om at man bruger en kontrolleret fare til at gøre noget behageligt.

## Fare
En sand fetich er beskrevet i det amerikanske indeks over psykiske forstyrrelser kaldet Diagnostic and Statistical Manual of Mental Disorders. Udover de psykiske farer, har ballonfetichismen også faren for smerte ved at en ballon sprænger tæt på kroppen, det kan være via ballonfragmenter i øjne, pisk på huden eller gennem den høje lyd sprængningen giver. Derfor er det anbefalet at bruge øjen- og ørebeskyttelse. Farerne kan også blive større af, at ballonfetichister ofte benytter sig af balloner, der er større end normalt, eller sprænger ballonerne ved andre metoder end normalt for eksempel ved at overfylde dem med luft eller sprænge mange balloner på en gang. 
Derudover kan de ballonfetichister, der ligger, træder eller sidder på store balloner blive udsat for faldskader, når ballonen sprænger.

## Sprængning
Der findes flere forskellige metoder hvorpå ballonfetichister sprænger balloner. Her er en liste over de almindeligste:
- Sprængning ved oppustning også kendt som Blow to pop (B2P)[13]
- Ride til sprængning også kendt som Sit to pop (S2P)
- Sprængning med cigaret, cigar eller pibe
- Nåle og andre skarpe genstande
- Sprængning ved at kramme ballonen til den sprænger
- Brug af hænderne, for eksempel med negle, ved at rive eller mase

## Omtale i medier
- So Graham Norton, 1998-2002 Det engelske talkshow med Graham Norton, havde et segment, hvor værten kiggede på internettet efter folk med forskellige feticher, herunder ballonfetichen.
- The Poughkeepsie Tapes, 2007 mockumentary/gyserfilm
- SexTV sæson 9 episode 23, 9. juni 2007[14]
- Strange Sex episode 5, 1. august 2010
- Sexministeriet sæson 2, episode 4, 26. september 2012

## Eksterne links
Balloonfetish.org Arkiveret 7. februar 2020 hos  Wayback Machine

Answers.com Arkiveret 24. marts 2011 hos  Wayback Machine

Mindre afhandling om fetichismen af Karen McIntyre Arkiveret 10. maj 2011 hos  Wayback Machine